# Aurel Vlaicu International Airport
Boekarest "Aurel Vlaicu" International Airport (vroeger Băneasa Airport, een aanduiding die nog steeds veel gebruikt wordt voor dit vliegveld) is een luchthaven in het noorden van de Roemeense hoofdstad Boekarest. Sinds maart 2012 is het een luchthaven voor algemene luchtvaart, gefrequenteerd door privéjets. De luchthaven is gelegen in de wijk Băneasa, wat valt onder sector 1 van het stadsbestuur van Boekarest.
Băneasa Airport was het enige vliegveld van Boekarest tot 1968, toen Henri Coandă Airport (voorheen: Otopeni) gebouwd werd. Het is vernoemd naar de Roemeense luchtvaartpionier Aurel Vlaicu. De reden waarom er een nieuw vliegveld gebouwd werd was vanwege de vervuiling en lawaai van Aurel Vlaicu. In het communistische tijdperk was Aurel Vlaicu de thuishaven van Tarom terwijl Henri Coandă gebruikt werd door andere internationale luchtvaartmaatschappijen. 
In de vroege jaren '00 verhuisde ook Tarom van Aurel Vlaicu naar Henri Coandă. Aurel Vlaicu wordt vooral gebruikt voor vluchten naar andere steden in Roemenië en was de thuishaven van Blue Air. Vooral lowcostmaatschappijen vlogen op Aurel Vlaicu, behalve het reeds genoemde Blue Air ook WizzAir, die dit vliegveld verbindt met het op 40 kilometer van Nijmegen gelegen vliegveld Niederrhein.
Aurel Vlaicu werd een zakenvliegveld, nadat alle lijnvluchten per 25 maart 2012 verplaatst werden naar Henri Coandă International Airport. Sinds 2017 is er terug sprake van een heropening van de luchthaven voor lijn- en chartervluchten om zo bijkomende capaciteit te creëren voor de bediening van Boekarest en de omliggende regio.

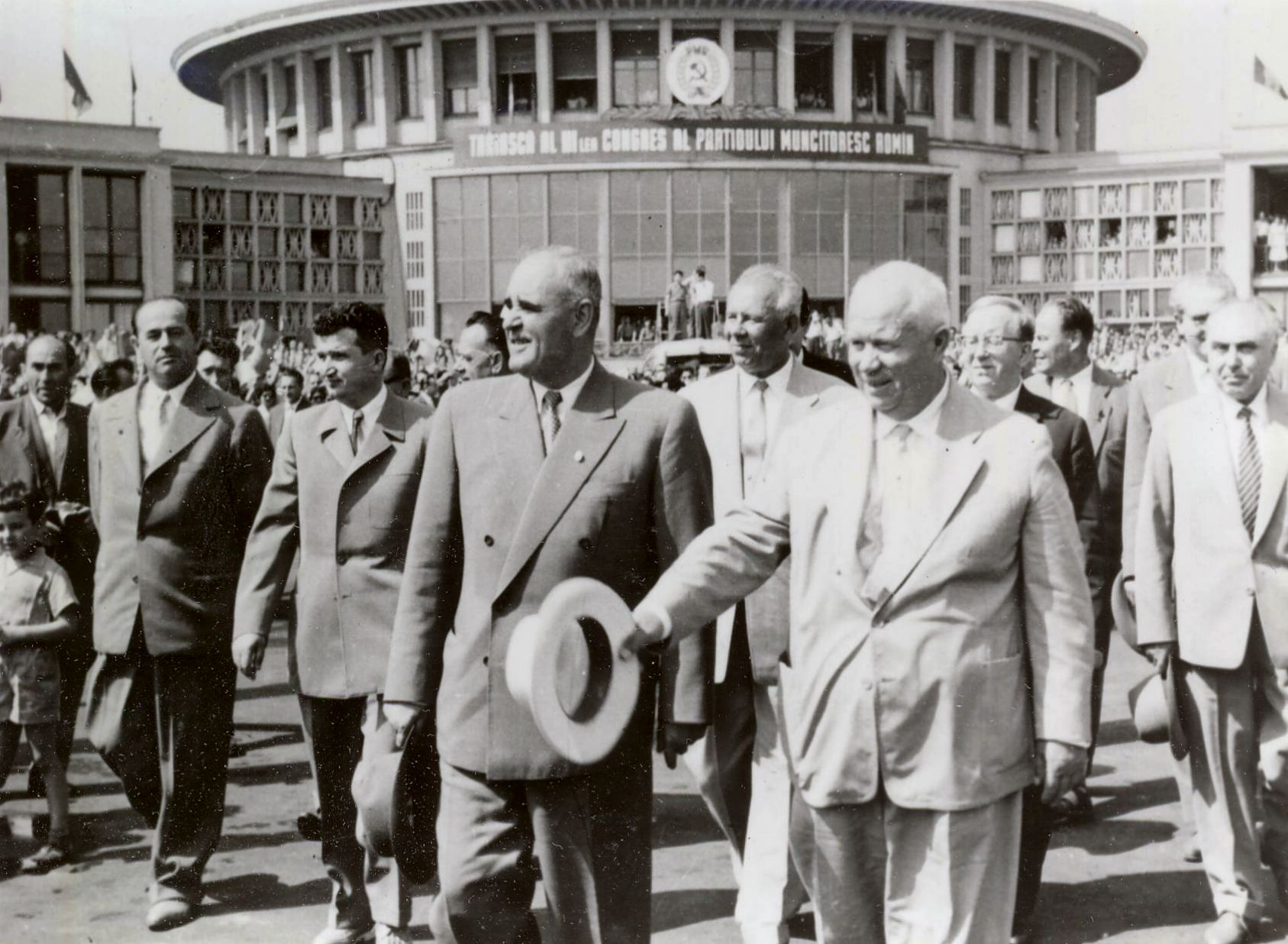
Gheorghe Gheorghiu-Dej & Nikita Chroesjtsjov op Boekarest Baneasa Airport in Juni 1960

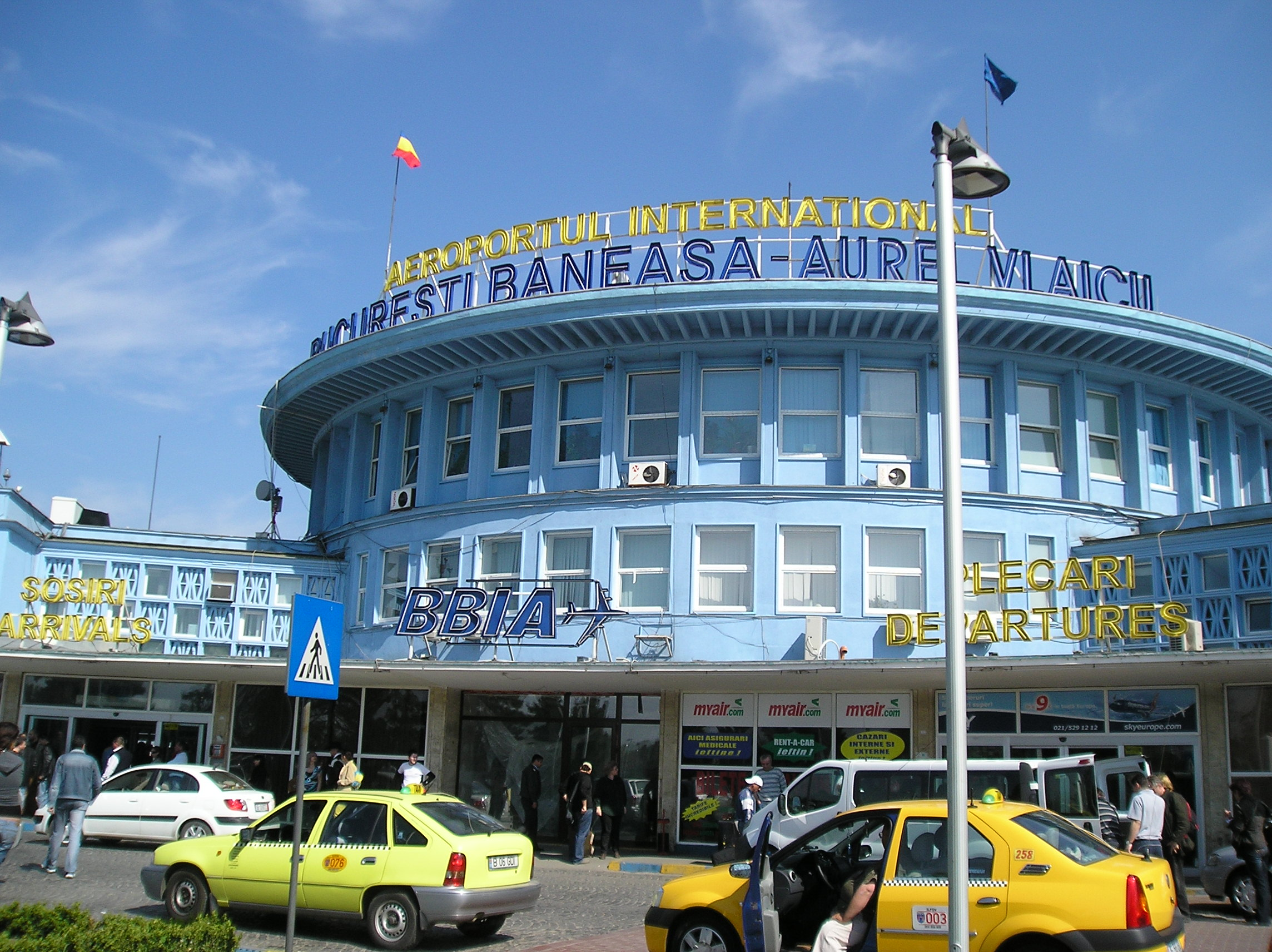
Băneasa terminal

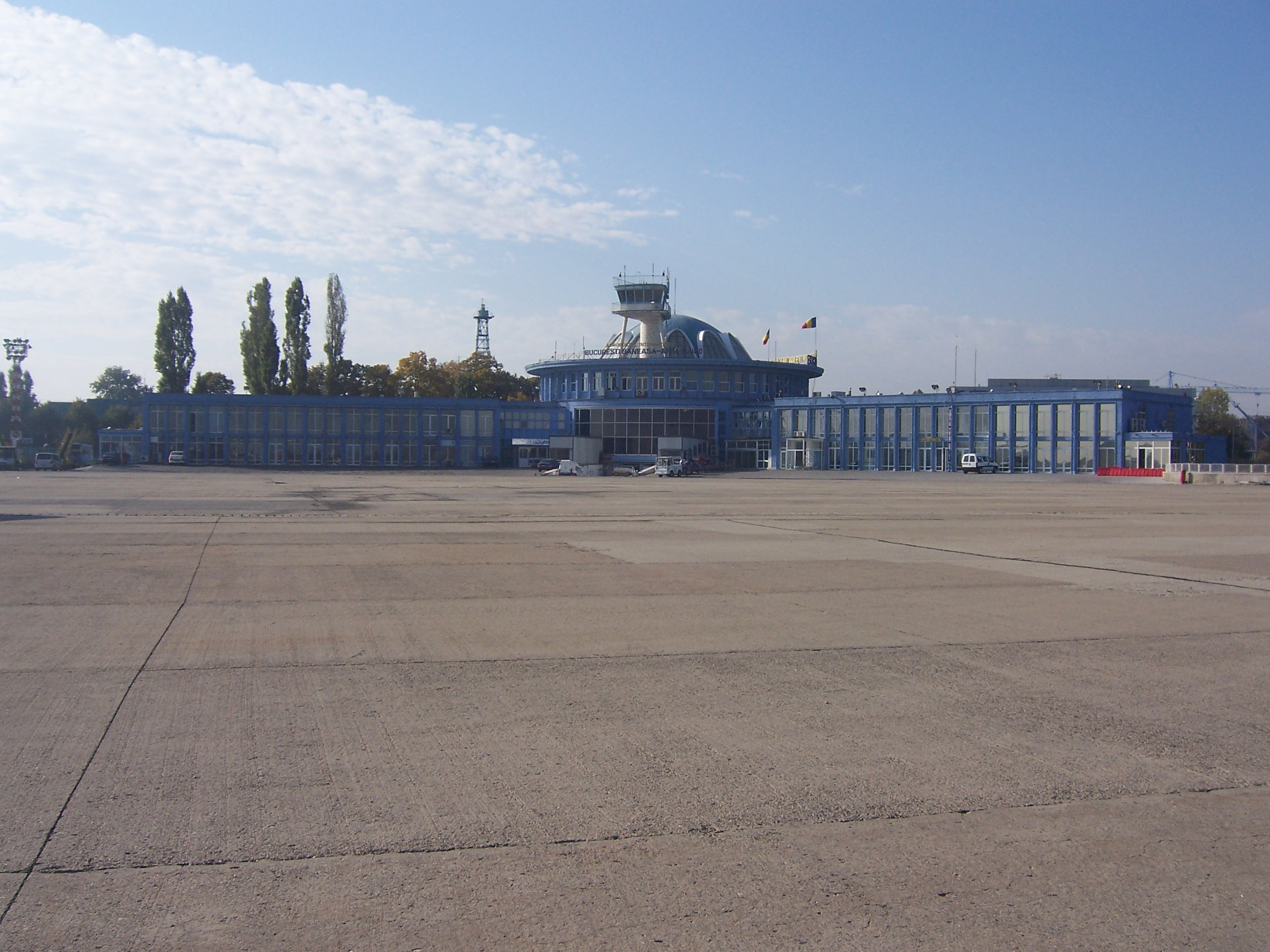
Terminal gezien vanaf de startbaan

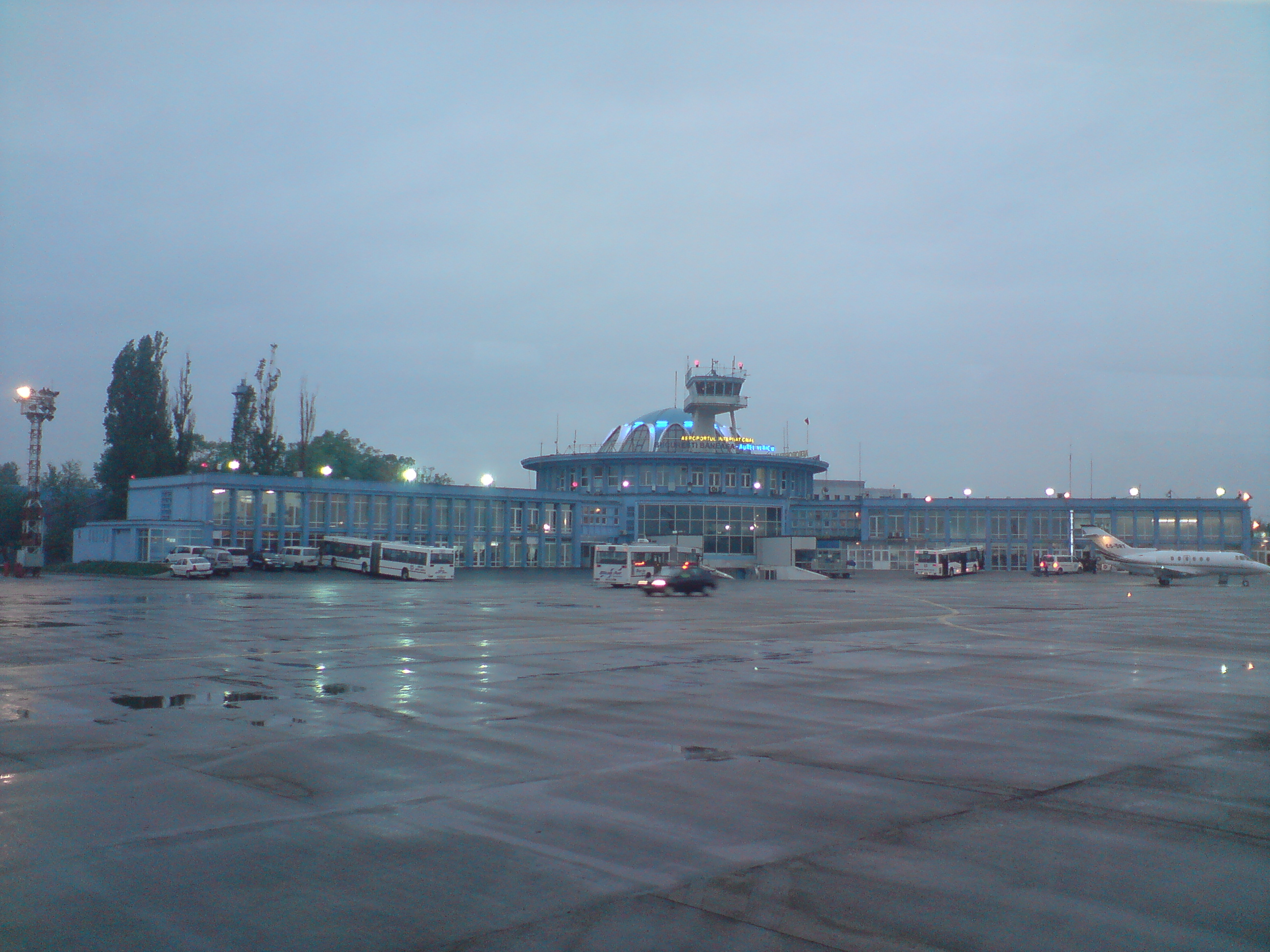
Terminal gezien vanaf de startbaan bij zonsondergang

## Passagiersaantallen
Van 20 tot 30 passagiers per maand in 2001-2002 handelde BBU 119,000 passagiers af in 2004 en 2,118,150 passagiers in 2010.

## Toegang
Het vliegveld ligt 8 km ten noorden van Boekarest-centrum en is bereikbaar met de bus, auto, trein of tram. De A3 verbindt Boekarest met Aurel Vlaicu.
Vlakbij kan de bus nº 205 worden genomen die richting Gara de Nord gaat. Vanuit Gara de Nord is er de mogelijkheid om de metro nemen en de stad intrekken, daarnaast is dit treinstation het centrum van alle Roemeense spoorwegen. Bus 783 verbindt beide vliegvelden van Boekarest met het centrum (Piața Unirii)(als het rustig is in 20 minuten, oplopend tot 40 minuten in de spits). Binnen een paar jaar wordt het Boekarestse metronetwerk uitgebreid tot niet alleen Aurel Vlaicu Airport, maar ook Henri Coandă Airport.